# Гладконосые
Гладконосые, или обыкновенные летучие мыши, или кожановые (лат. Vespertilionidae), — семейство млекопитающих подотряда Yangochiroptera отряда рукокрылых.

## Общее описание
Мелкие и средние летучие мыши: длина тела 3,2—10,5 см, размах крыльев 17—50 см, весят от 5 до 76 г. Это типичные, неспециализированные летучие мыши без каких-либо броских внешних признаков. Морда у них гладкая, без кожно-хрящевых выростов. Небольшое хрящевое образование, напоминающее носовой листок, имеется только у австралийских (Nyctophilus) и новогвинейских гладконосов (Pharotis). Глаза сравнительно мелкие. Уши различной формы и размеров, но всегда с развитым козелком. У трубконосов (Murina) и шерстокрылых трубконосов (Harpiocephalus) ноздри трубчатые. Крылья различной формы. Хвост довольно длинный (2,5—7,5 см), тонкий, целиком заключен в межбедренную перепонку или выступает из неё на 1—2 позвонка; в физиологическом положении подворачивается к брюху.
Шерсть обычно густая. Окрас волосяного покрова обычно черноватый, буроватый или серый, однако есть ярко окрашенные виды — практически белые, ярко-рыжие, золотисто-желтые, с контрастным рисунком из белых пятен. Живот обычно окрашен светлее спины. Волосы обычно двух-, иногда трёхцветные. У некоторых видов на подошвах задних лап имеются диски-присоски. На щеках или крыльях могут располагаться пахучие кожные железы. У самок по 2 соска, только у волосатохвостых гладконосов (Lasiurus) и у двухцветного кожана (Vespertilio murinus) — 4. Зубы насекомоядного типа, их от 28 до 38. У всех видов высоко развит механизм ультразвуковой эхолокации.

## Распространение и образ жизни
Распространены практически повсеместно, за исключением Антарктиды, приполярных областей и некоторых удалённых от материка океанических островов; границы ареала в целом совпадают с границей древесной растительности. В умеренных широтах Евразии и Северной Америки встречаются практически представители только этого семейства.
В фауне России насчитывается 42 вида гладконосых летучих мышей.
Населяют самые разнообразные биотопы — от пустынь до тропических и таёжных лесов. Активнее всего летучие мыши освоили зону умеренного климата и антропогенные ландшафты, включая города. Ведут ночной или сумеречный образ жизни. День проводят в самых разнообразных убежищах: на ветвях, в дуплах и щелях коры деревьев, в расщелинах скал, пещерах, шахтах, колодцах, постройках человека. Могут селиться как поодиночке, так и большими колониями. Самцы и самки большую часть года селятся по отдельности. Преимущественно насекомоядны, некоторые виды ночниц (Myotis) факультативно едят рыбу; несколько наиболее крупных видов способны охотиться на мелких наземных позвоночных — мелких ящериц, воробьиных птиц. Большинство видов защищают свою кормовую территорию. Охотничьи тактики очень разнообразны, насекомых ловят как на лету, так и на земле. Приносят пользу, поедая множество вредных насекомых. Отдельные виды могут совершать значительные сезонные миграции (например, рыжая вечерница (Nyctalus noctula) — до 1600 км). В холодный период года многие виды в умеренной зоне впадают в спячку; среди них кожаны (Eptesicus), ночницы (Myotis), вечерницы (Nyctalus), нетопыри (Pipistrellus) и ушаны (Plecotus).

### Размножение
В году обычно один выводок из 1, реже 2, в уникальных случаях 3—4 детёнышей. Беременность длится 40—70 дней. Большинство видов в умеренных широтах спаривается перед спячкой в сентябре — октябре, но развитие беременности задерживается до весны. При этом у самок большинства видов сперма длительное время (до 7—8 месяцев) хранится в половых путях самки, а овуляция и оплодотворение наступают только весной. Имеются виды с задержкой имплантации (длиннокрылы) или с остановкой развития имплантированного яйца (у некоторых кожанов, вечерниц). Лактация длится 1—2 месяца. Детёнышей самка носит на себе первые дни после рождения. В дальнейшем они, пока самка кормится, остаются в убежище. Меняя убежище (что большинство видов делает регулярно), самка переносит на себе даже почти лётных детенышей, но охотиться с таким грузом, разумеется, не способна.

## Классификация
Гладконосые — самое многочисленное семейство среди летучих мышей. Оно включает более 320 видов, объединяемых в 35 родов и 5 подсемейств:
- Подсемейство Vespertilioninae
  - Antrozous
    - Бледный гладконос (Antrozous pallidus)

  - Bauerus
    - Наяритский гладконос (Bauerus dubiaquercus)

  - Широкоушки (Barbastella)
    - Европейская широкоушка (Barbastella barbastellus)
    - Barbastella beijingensis
    - Каспийская широкоушка (Barbastella caspica)
    - Азиатская широкоушка (Barbastella darjelingensis)
    - Синайская широкоушка (Barbastella leucomelas)
    - Японская широкоушка (Barbastella pacifica)

  - Широкоголовые кожаны (Cassistrellus)
    - Cassistrellus dimissus — Таиландский кожан
    - Cassistrellus yokdonensis — Йокдонский кожан

  - Выростогубые гладконосы (Chalinolobus)
    - Уэльский выростогуб (Chalinolobus dwyeri)
    - Выростогуб Гульда (Chalinolobus gouldii)
    - Шоколадный выростогуб (Chalinolobus morio)
    - Chalinolobus neocaledonicus
    - Чёрно-серый выростогуб (Chalinolobus nigrogriseus)
    - Пёстрый выростогуб (Chalinolobus picatus)
    - Новозеландский выростогуб (Chalinolobus tuberculatus)

  - Кожаны (Eptesicus)
    - Eptesicus andinus
    - Eptesicus bottae — Пустынный кожан
    - Eptesicus brasiliensis — Бразильский кожан
    - Eptesicus chiriquinus
    - Eptesicus diminutus — Карликовый кожан
    - Eptesicus floweri — Кожан Флауэра
    - Eptesicus furinalis — Аргентинский кожан
    - Eptesicus fuscus — Большой бурый кожан
    - Eptesicus gobiensis — Гобийский кожанок (включая кожанка Бобринского)
    - Eptesicus guadeloupensis — Гуаделупский кожан
    - Eptesicus hottentotus — Длиннохвостый кожан
    - Eptesicus innoxius — Безвредный кожан
    - Eptesicus japonensis
    - Eptesicus kobayashii — Корейский кожан
    - Eptesicus malagasyensis
    - Eptesicus matroka
    - Eptesicus nilssoni — Северный кожанок
    - Eptesicus pachyotis — Толстоухий кожан
    - Eptesicus platyops — Нигерийский кожан
    - Eptesicus serotinus — Поздний кожан
    - Eptesicus taddeii
    - Eptesicus tatei — Кожан Тейта

  - Пятнистые ушаны (Euderma)
    - Пятнистый ушан (Euderma maculatum)

  - Falsistrellus
  - Толстопалые нетопыри (Glischropus)
    - Яванский толстопалый нетопырь (Glischropus javanus)
    - Индокитайский толстопалый нетопырь (Glischropus bucephalus)
    - Толстопалый нетопырь (Glischropus tylopus)

  - Гладконосы-бабочки (Африканские выростогубы) (Glauconycteris)
    - Белопятнистый выростогуб (Glauconycteris alboguttata)
    - Аргентинский выростогуб (Glauconycteris argentata)
    - Выростогуб Беатрикс (Glauconycteris beatrix)
    - Выростогуб Эгер (Glauconycteris curryae)
    - Камерунский выростогуб (Glauconycteris egeria)
    - Выростогуб Глена (Glauconycteris gleni)
    - Glauconycteris humeralis
    - Кенийский выростогуб (Glauconycteris kenyacola)
    - Glauconycteris machadoi
    - Нигерийский выростогуб (Glauconycteris poensis)
    - Выростогуб-бабочка (Glauconycteris variegata)
    - Пегий выростогуб (Гладконос-панда) (Glauconycteris superba) — этот вид предлагали выделять в отдельный род Niumbaha, однако это не поддерживается генетическими данными.

  - Ложные кожаны (Hesperoptenus)
    - Кожан Бланфорда (Hesperoptenus blanfordi)
    - Ложный кожан (Hesperoptenus doriae)
    - Кожан Гаскелла (Hesperoptenus gaskelli)
    - Кожан Тиккеля (Hesperoptenus tickelli)
    - Кожан Томеса (Hesperoptenus tomesi)

  - Длинноухие кожаны (Histiotus) — близкородственны Eptesicus, последнее время рассматриваются в его составе
    - Странный кожан (Histiotus alienus)
    - Histiotus humboldti
    - Histiotus laephotis
    - Длинноухий кожан (Histiotus macrotus)
    - Histiotus magellanicus
    - Горный длинноухий кожан (Histiotus montanus)
    - Кожан Жоффруа (Histiotus velatus)

  - Кожановидные нетопыри (Hypsugo)
    - Hypsugo alaschanicus (Bobrinskii, 1926)
    - Hypsugo anchietae (Seabra, 1900)
    - Hypsugo anthonyi (Tate, 1942)
    - Hypsugo arabicus (Harrison, 1979)
    - Hypsugo ariel (Thomas, 1904)
    - Hypsugo bodenheimeri (Harrison, 1960)
    - Hypsugo cadornae (Thomas, 1916)
    - Hypsugo crassulus (Thomas, 1904)
    - Hypsugo dolichodon Görföl, Csorba, Eger, Son & Francis, 2014
    - Hypsugo eisentrauti (Hill, 1968)
    - Hypsugo imbricatus (Horsfield, 1824)
    - Hypsugo joffrei (Thomas, 1915)
    - Hypsugo kitcheneri (Thomas, 1915)
    - Hypsugo lanzai Benda, Al-Jumaily, Reiter & Nasher, 2011
    - Hypsugo lophurus (Thomas, 1915)
    - Hypsugo macrotis (Temminck, 1840)
    - Hypsugo musciculus (Thomas, 1913)
    - Hypsugo pulveratus (Peters, 1871)
    - Hypsugo savii (Bonaparte, 1837) — Кожановидный нетопырь
    - Hypsugo vordermanni (Jentink, 1890)

  - Ia
    - Гигантский кожан (Ia io)

  - Idionycteris
    - Ушан Аллена (Idionycteris phyllotis)

  - Большеухие кожаны (Laephotis) Близкородственны Neoromicia, иногда рассматриваются в его составе в качестве группы видов
    - Ангольский кожан (Laephotis angolensis)
    - Ботсванский кожан (Laephotis botswanae)
    - Намибийский кожан (Laephotis namibensis)
    - Большеухий кожан Уинтона (Laephotis wintoni)

  - Lasionycteris
    - Серебристый гладконос (Lasionycteris noctivagans)

  - Волосатохвосты (Lasiurus) (в настоящее время род предлагается разделять на три самостоятельных рода: Lasiurus s.str., Dasypterus и Aerestes.
    - Lasiurus atratus
    - Lasiurus blossevillii
    - Красный волосатохвост (Lasiurus borealis)
    - Панамский волосатохвост (Lasiurus castaneus)
    - Серый волосатохвост (Lasiurus cinereus)
    - Lasiurus degelidus
    - Lasiurus ebenus
    - Южный волосатохвост (Lasiurus ega)
    - Большой волосатохвост (Lasiurus egregius)
    - Жёлтый волосатохвост (Lasiurus intermedius)
    - Lasiurus insularis
    - Lasiurus minor
    - Lasiurus pfeifferi
    - Lasiurus salinae
    - Семинолский волосатохвост (Lasiurus seminolus)
    - Lasiurus varius
    - Lasiurus xanthinus

  - Mimetillus
    - Кожан Молони (Mimetillus moloneyi)

  - Нетопыри Жоффре (Mirostrellus)
  - Африканские кожанки (Neoromicia)
  - Вечерницы (Nyctalus)
    - Восточная вечерница (Nyctalus aviator)
    - Азорская вечерница (Nyctalus azoreum)
    - Гигантская вечерница (Nyctalus lasiopterus)
    - Малая вечерница (Nyctalus leisleri)
    - Горная вечерница (Nyctalus montanus)
    - Рыжая вечерница (Nyctalus noctula)
    - Китайская вечерница (Nyctalus plancyi)
    - Японская вечерница (Nyctalus furvus)

  - Сумеречные гладконосы (Nycticeius)
    - Nycticeius aenobarbus
    - Nycticeius cubanus
    - Сумеречный гладконос (Nycticeius humeralis)

  - Nycticeinops
    - Гладконос Шлиффена (Nycticeinops schlieffeni)

  - Большеухие гладконосы (Nyctophilus)
    - Арнхемский гладконос (Nyctophilus arnhemensis)
    - Nyctophilus bifax
    - Nyctophilus corbeni
    - Nyctophilus daedalus
    - Гладконос Жоффруа (Nyctophilus geoffroyi)
    - Гладконос Гульда (Nyctophilus gouldi)
    - Зондский большеухий гладконос (Nyctophilus heran)
    - Nyctophilus howensis
    - Nyctophilus major
    - Мелкозубый гладконос (Nyctophilus microdon)
    - Nyctophilus microtis
    - Новокаледонский гладконос (Nyctophilus nebulosus)
    - Тиморский гладконос (Nyctophilus timoriensis)
    - Nyctophilus sherrini
    - Nyctophilus shirleyae
    - Гладконос Вокера (Nyctophilus walkeri)

  - Otonycteris
    - Стрелоух Гемприха (Otonycteris hemprichii)
    - Белобрюхий стрелоух (Otonycteris leucophaea)

  - Parahypsugo
  - Американские нетопыри (Parastrellus)
  - Трехцветные нетопыри (Perimyotis)
  - Нетопыри (Pipistrellus)
  - Нетопыри Рюппеля (Vansonia)
    - Vansonia rueppeli — Нетопырь Рюппеля

  - Scotozous
  - Двухцветные кожаны (Vespertilio)
  - Австралийские кожаны (Vespadelus)
  - Синдские кожаны (Rhineptesicus)
    - Rhineptesicus nasutus — Синдский кожан

  - Суматранские нетопыри (Philetor)
  - Косолапые кожаны (Tylonycteris)
  - Scoteanax
  - Scotorepens
  - Пегие гладконосы (Scotoecus)
  - Жёлтые гладконосы (Rhoegessa)
  - Гладконосы-арлекины (Scotomanes)
  - Домовые гладконосы (Scotophilus)
  - Ушаны (Plecotus)
  - Новогвинейские гладконосы (Pharotis)
- Подсемейство Murininae (принимается 3 современных рода, однако, возможно, всех их стоит рассматривать в составе рода Murina)
  - Трубконосы (Murina)
  - Шерстокрылые трубконосы (Harpiocephalus)
  - Равнозубые трубконосы (Harpiola)
- Подсемейство Myotinae
  - Ночницы (Myotis)
    - Большеногая ночница (Myotis adversus)
    - Ночница Эллена (Myotis aelleni)
    - Парагвайская ночница (Myotis albescens)
    - Myotis alcathoe
    - Сычуаньская ночница (Myotis altarium)
    - Myotis anjouanensis
    - Myotis annamiticus
    - Волосатолицая ночница (Myotis annectans)
    - Атакамская ночница (Myotis atacamensis)
    - Myotis ater
    - Золотистая ночница (Myotis aurascens)
    - Мексиканская длинноухая ночница (Myotis auriculus)
    - Австралийская ночница (Myotis australis)
    - Юго-восточная ночница (Myotis austroriparius)
    - Длинноухая ночница (Myotis bechsteini)
    - Остроухая ночница (Myotis blythii)
    - Ночница Бокаге (Myotis bocagei)
    - Амурская ночница (Myotis bombinus)
    - Ночница Брандта (Myotis brandtii)
    - Myotis bucharensis
    - Калифорнийская ночница (Myotis californicus)
    - Итальянская ночница (Myotis capaccinii)
    - Чилоэская ночница (Myotis chiloensis)
    - Китайская ночница (Myotis chinensis)
    - Myotis ciliolabrum
    - Гватемальская ночница (Myotis cobanensis)
    - Myotis csorbai
    - Прудовая ночница (Myotis dasycneme)
    - Водяная ночница (Myotis daubentonii)
    - Myotis davidii
    - Myotis dieteri
    - Myotis diminutus
    - Доминиканская ночница (Myotis dominicensis)
    - Изящная ночница (Myotis elegans)
    - Трёхцветная ночница (Myotis emarginatus)
    - Myotis escalerai
    - Американская длинноухая ночница (Myotis evotis)
    - Myotis fimbriatus
    - Тресмариасская ночница (Myotis findleyi)
    - Myotis flavus
    - Рыже-чёрная ночница (Myotis formosus)
    - Светло-бурая ночница (Myotis fortidens)
    - Длиннохвостая ночница (Myotis frater)
    - Myotis gomantongensis
    - Ночница Гудота (Myotis goudoti)
    - Серая ночница (Myotis grisescens)
    - Армянская ночница (Myotis hajastanicus)
    - Ночница Хасселта (Myotis hasseltii)
    - Ночница Хорсфилда (Myotis horsfieldii)
    - Хонсийская ночница (Myotis hosonoi)
    - Myotis hermani
    - Ночница Иконникова (Myotis ikonnikovi)
    - Самоанская ночница (Myotis insularum)
    - Мохнатоногая ночница (Myotis keaysi)
    - Ночница Кина (Myotis keenii)
    - Myotis laniger
    - Малоногая ночница (Myotis leibii)
    - Желтоватая ночница (Myotis levis)
    - Длинноногая ночница (Myotis longipes)
    - Малая бурая ночница (Myotis lucifugus)
    - Длиннопалая ночница (Myotis macrodactylus)
    - Myotis macropus
    - Большелапая ночница (Myotis macrotarsus)
    - Мартиникская ночница (Myotis martiniquensis)
    - Myotis melanorhinus
    - Ночница Миллера (Myotis milleri)
    - Myotis moluccarum 
    - Мьянманская ночница (Myotis montivagus)
    - Ночница Морриса (Myotis morrisi)
    - Малая ночница (Myotis muricola)
    - Большая ночница (Myotis myotis)
    - Усатая ночница (Myotis mystacinus)
    - Ночница Наттерера (Myotis nattereri)
    - Кюрасаоская ночница (Myotis nesopolus)
    - Чёрная ночница (Myotis nigricans)
    - Myotis nipalensis
    - Myotis occultus
    - Сингапурская ночница (Myotis oreias)
    - Myotis occultus
    - Горная ночница (Myotis oxyotus)
    - Ночница Имайдзуми (Myotis ozensis)
    - Полуостровная ночница (Myotis peninsularis)
    - Пекинская ночница (Myotis pequinius)
    - Myotis petax (включая «Myotis abei»)
    - Myotis phanluongi
    - Плоскоголовая ночница (Myotis planiceps)
    - Седая ночница (Myotis pruinosus)
    - Myotis punicus
    - Ночница Рикетта (Myotis ricketti)
    - Ночница Ридли (Myotis ridleyi)
    - Речная ночница (Myotis riparius)
    - Толстопалая ночница (Myotis rosseti)
    - Красная ночница (Myotis ruber)
    - Аракская ночница (Myotis schaubi)
    - Эфиопская ночница (Myotis scotti)
    - Myotis septentrionalis
    - Сиккимская ночница (Myotis sicarius)
    - Гималайская ночница (Myotis siligorensis)
    - Курносая ночница (Myotis simus)
    - Индианская ночница (Myotis sodalis)
    - Кейская ночница (Myotis stalkeri)
    - Myotis taiwanensis
    - Бахромчатая ночница (Myotis thysanodes)
    - Капская ночница (Myotis tricolor)
    - Пещерная ночница (Myotis velifer)
    - Рыбоядная ночница (Myotis vivesi)
    - Западноамериканская ночница (Myotis volans)
    - Ночница Вельвича (Myotis welwitschii)
    - Myotis yanbarensis
    - Ночница Йошиюки (Myotis yesoensis)
    - Юмаская ночница (Myotis yumanensis)

  - Eudiscopus
    - Дисконог (Eudiscopus denticulus)
- Подсемейство Kerivoulinae
  - Род Воронкоухие гладконосы (Kerivoula)
    - Африканский воронкоухий гладконос (Kerivoula africana)
    - Сентаиганский воронкоухий гладконос (Kerivoula agnella)
    - Дамарский воронкоухий гладконос (Kerivoula argentata)
    - Медноцветный гладконос (Kerivoula cuprosa)
    - Эфиопский воронкоухий гладконос (Kerivoula eriophora)
    - Флоресский воронкоухий гладконос (Kerivoula flora)
    - Гладконос Хардвика (Kerivoula hardwickii)
    - Средний воронкоухий гладконос (Kerivoula intermedia)
    - Малый воронкоухий гладконос (Kerivoula lanosa)
    - Крошечный воронкоухий гладконос (Kerivoula minuta)
    - Новогвинейский воронкоухий гладконос (Kerivoula muscina)
    - Бисмаркский воронкоухий гладконос (Kerivoula myrella)
    - Яванский воронкоухий гладконос (Kerivoula papillosa)
    - Светлый воронкоухий гладконос (Kerivoula pellucida)
    - Ганский воронкоухий гладконос (Kerivoula phalaena)
    - Украшенный гладконос (Kerivoula picta)
    - Воронкоухий гладконос Смита (Kerivoula smithii)
    - Гладконос Уайтхеда (Kerivoula whiteheadi)

  - Бороздчатозубые гладконосы (Phoniscus)
    - Сомнительный гладконос (Phoniscus aerosa)
    - Бороздчатозубый гладконос (Phoniscus atrox)
    - Гладконос Ягора (Phoniscus jagorii)
    - Папуанский гладконос (Phoniscus papuensis)

В России и сопредельных странах обитает около 48-49 видов из родов ночницы, ушаны, широкоушки, нетопыри, вечерницы, кожановидные нетопыри, кожаны, стрелоухи, двухцветные кожаны, трубконосы.